# Alphabet
Alphabet Inc. je americký celosvětově působící konglomerát, vytvořený 2. října 2015 dvěma zakladateli společnosti Google, Larrym Pagem a Sergeyem Brinem, ve kterém nyní zastává funkci CEO Sundar Pichai, bývalý CEO Googlu, který ve vedení Alphabet nahradil zakladatele v roce 2019.
Alphabet Inc. je v současnosti především mateřskou společností Googlu, ale také několika dalších firem, které byly do ní převedeny z majetku Googlu. Společnost má sídlo ve městě Mountain View v kalifornském Silicon Valley. Jeho centrála se nazývá  Googleplex.

## Portfolio Alphabetu
Portfolio Alphabetu zahrnuje firmy z několika průmyslových odvětví včetně technologického odvětví, životních věd, investičního kapitálu a výzkumu. Mezi dceřiné společnosti patří Google, Calico, GV, CapitalG, Verily, Waymo, X a Google Fiber. Některé dceřiné společnosti Alphabetu změnily svá jména po opuštění Googlu, Google Ventures se stal GV, Google Life Sciences se stal Verily a Google X dostal jméno jen X. V návaznosti na restrukturalizaci se stal Page CEO Alphabetu, zatímco Sundar Pichai převzal jeho pozici jako CEO Googlu. Podíly na akciích Googlu byly převedeny na akcie Alphabetu, které se obchodují s burzovním symbolem „GOOG“ a „GOOGL“. Hlavní rozdíl mezi těmito dvěma typy akcií spočívá v tom, jaká hlasovací práva jsou s jejich držením spojena.
Vznik Alphabetu byl vyvolán snahou vytvořit jádro podnikání v internetových službách Googlu tak, aby bylo „ryzejší a zodpovědnější“. Zároveň jde o to, umožnit větší autonomii té skupině dceřiných společností, které působí v jiných než internetových službách.